# Структурована кабельна система
Структуро́вана ка́бельна систе́ма (СКС) — ієрархічна кабельна система, що охоплює всі необхідні пасивні складові для створення середовища передавання інформації: телекомунікаційні кабелі, з'єднувальні патч-корди, пасивне комутаційне обладнання.
Структурованою кабельною системою (СКС) називається кабельна система, що:
- має стандартизовану структуру і топологію,
- використовує стандартизовані елементи (кабелі, розніми, комутаційні пристрої тощо),
- забезпечує стандартизовані параметри (швидкість передавання даних, загасання і інше),
- керована (адмініструється) стандартизованим чином.

## Завдання
СКС є універсальним і гнучким вирішенням завдання побудови кабельної інфраструктури будівлі, причому ця інфраструктура пристосована до даної споруди і здатна підтримувати найширший діапазон застосувань (сервісів).

## Застосування
СКС може використовуватись не лише в локальних мережах та телефонії, а також для передавання сигналів в системах контролю, моніторингу, керування господарськими службами будівлі (охоронна та пожежна сигналізації, системи відеоспостереження тощо). Основними стандартами на кабельне обладнання приміщень є американський ANSI/TIA/EIA-568 та міжнародний ISO/IEC 11801.
Структурована кабельна система являє свого роду «конструктор», за допомогою якого проектувальник мережі будує потрібну йому конфігурацію зі стандартних кабелів, з'єднаних стандартними роз'ємами й комутують на стандартних кросових панелях. За потреби, конфігурацію зв'язків можна легко змінити — додати комп'ютер, сегмент, комутатор, вилучити непотрібне обладнання, а також поміняти з'єднання між комп'ютерами й концентраторами.
Ця система може бути побудована на базі вже наявних сучасних телефонних кабельних систем, у яких кабелі, що являють собою набір звитих пар, прокладаються в кожному будинку, розводяться між поверхами, на кожному поверсі використається спеціальна кросова шафа, від якої проводи в трубах і коробах підводять до кожної кімнати й розводяться по розетках. На жаль, у нашій країні далеко не у всіх будинках телефонні лінії прокладаються скрученими парами, тож вони непридатні для створення комп'ютерних мереж, і кабельну систему в такому разі потрібно будувати заново.

## Склад системи
Типова ієрархічна структура структурованої кабельної системи передбачає:
- горизонтальні підсистеми (у межах поверху);
- вертикальні підсистеми (усередині будинку);
- підсистему кампусу (у межах однієї території з декількома будинками).

Горизонтальна підсистема з'єднує патч-панель поверху, з розетками користувачів.
Вертикальна підсистема з'єднує кросові шафи кожного поверху із центральною апаратною будинку. Наступним кроком підпорядкування є підсистема кампусу, котра з'єднує кілька будинків з головною апаратною всього кампусу. Ця частина кабельної системи зазвичай називається магістраллю (backbone). Використання структурованої кабельної системи замість безладно прокладених кабелів дає підприємству багато переваг.
У СКС входять: концентратори, панелі перемикань, стійки, розетки та інші складники, що дозволяють побудувати цілісну мережу, й отримати чітку документацію, яка спрощує керування, і тим скорочує час простою мережі, а також реконфігурування (без переробки наявної проводки) та супровід системи.

## Архітектура

### Характеристики, переваги, вигоди (ХПВ)
Прийняті принципи архітектурної організації структурованих кабельних систем визначили їхню універсальність, яка відповідає найвищим вимогам. Широка номенклатура та висока якість виробів визначили високу поширеність СКС. Вони використовуються не лише для розведення силових електроліній та осучаснення внутрішньої телефонної мережі, а й для побудови комунікацій систем автоматизації та керування технологічним обладнанням, прокладання ліній охоронно-пожежної сигналізації, комп'ютерних мереж та інформаційних систем, зокрема системи голосової та відео зв'язку, передавання комп'ютерних даних, охоронного та промислового телебачення тощо. Вирізняють такі особливості СКС:
- Універсальність. Структурована кабельна система з продуманою організацією, може стати єдиним середовищем для передавання комп'ютерних даних у локальній обчислювальній мережі, організації локальної телефонної мережі, передавання відеоінформації й навіть сигналів від давачів пожежної безпеки або охоронних систем. Це дозволяє автоматизувати багато процесів контролю, стеження й керування господарськими службами й системами життєзабезпечення підприємства.
- Збільшення терміну служби. Строк морального старіння добре структурованої кабельної системи може становити 10-15 років.
- Зменшення вартості додавання нових користувачів і зміни їх місць розташування. Відомо, що вартість кабельної системи значна й визначається переважно не вартістю кабелю, а вартістю робіт з його прокладки. Отже більш вигідно провести однократну роботу із прокладання кабелю, можливо, з більшим запасом по довжині, чим згодом кілька разів виконувати прокладання, нарощуючи довжину кабелю. За такого підходу всі роботи з додавання або переміщення користувача, зводяться до приєднання комп'ютера до вже наявної розетки.
- Можливість легкого розширення мережі. Структурована кабельна система є модульною, тож її легко розширювати. Наприклад, до магістралі можна додати нову підмережу, не чинячи жодного впливу на наявні підмережі. Можна замінити в окремій підмережі тип кабелю незалежно від іншої частини мережі. Структурована кабельна система є основою для розподілу мережі на легко керовані логічні сегменти, через те що вона сама вже розділена на фізичні сегменти.
- Забезпечення ефективнішого обслуговування. Структурована кабельна система полегшує обслуговування й пошук несправностей порівняно із шинною кабельною системою. У разі шинної організації кабельної системи, відмова одного із пристроїв або сполучних елементів призводить до важкої локалізації відмови всієї мережі. У структурованих кабельних системах відмова однієї ланки не діє на інші, завдяки тому що об'єднання сегментів здійснюється за допомогою концентраторів. Концентратори діагностують і локалізують несправну ділянку.
- Надійність. Структурована кабельна система має підвищену надійність, оскільки виробник такої системи гарантує не тільки якість її окремих складових, але і їхню сумісність.

## Класи СКС
Кожній категорії СКС відповідає найбільша швидкість передавання інформації, яку мережа цієї категорії має забезпечувати.
Класифікація кабелів на звитій парі
| Смуга частот, МГц | Категорія | Клас |
| ----------------- | --------- | ---- |
| до 0,1            | 1         | A    |
| до 1              | 2         | B    |
| до 16             | 3         | C    |
| до 20             | 4         |      |
| до 100            | 5         | D    |
| до 200            | 6*        | E*   |
| до 600            | 7*        | F*   |

* Категорії 6 и 7 ще не стандартизовані